# Orazio Fumagalli
Orazio Fumagalli (ur. 21 lutego 1921, zm. 10 kwietnia 2004) – włoski rzeźbiarz, działający w USA.

## Życiorys
Studiował na University of Iowa, gdzie uzyskał stopnie bakałarza, magistra i doktora sztuk pięknych. W 1950 otrzymał stypendium Fundacji Fulbrighta, umożliwiające mu kontynuowanie studiów plastycznych we Włoszech. W latach 1964–1988 był związany z Uniwersytetem Stanowym Wisconsin w Stout, gdzie współtworzył Wydział Sztuk Pięknych.
Głównym tematem jego prac rzeźbiarskich była sylwetka człowieka. Laureat licznych wyróżnień, miał wiele wystaw indywidualnych; wysoko ceniony we Włoszech.